# Burmeister & Wain Multiflex
Der Burmeister & Wain-Werftyp Multiflex, auch Hamlet-Multiflex, war eine Baureihe sehr flexibel einsetzbarer RoRo-Mehrzweckschiffe, die ab 1976 bei der Kopenhagener Werft Burmeister & Wain und später in Lizenz in Ägypten gebaut wurde.

## Einzelheiten

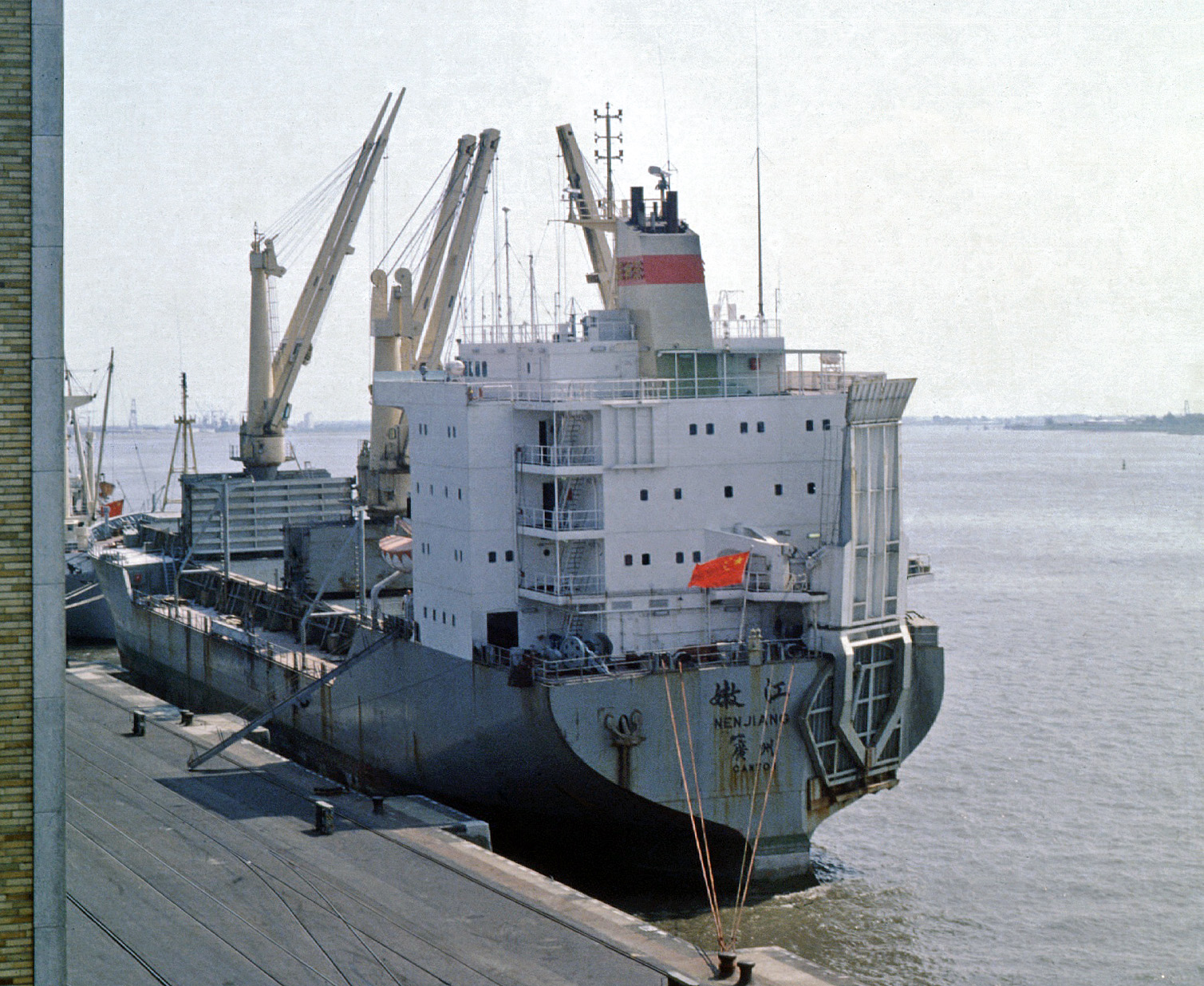
Die Nen Jiang

Mitte der 1970er Jahre befand sich die Werft Burmeister & Wain in einer Auftragskrise. Um dem Mangel an Bauaufträgen zu begegnen, kam man auf die Idee, flexibel einsetzbare Schiffe zu bauen und sie mit einer eigenen Reederei zu betreiben. Über die Reederei Hamlet wurden so die ersten fünf Schiffe geordert.
Der Schiffsentwurf war für einen variablen weltweiten Einsatz entwickelt worden und konnte wahlweise Container, Stückgut, Schüttgut und rollende Ladung transportieren. Das Deckshaus war weit achtern über dem Maschinenraum angeordnet. Die Schiffe mit einer Tragfähigkeit von etwa 12.800 Tonnen besaßen einen durchlaufenden Laderaum, der durch wegnehmbare, mit Drahtseilen bedienbare Hängedecks, horizontal geteilt werden konnte. Der rollende Ladungsumschlag geschah über eine MacGregor-RoRo-Heckrampe. Die Einheiten verfügten über ein umfangreiches Ladegeschirr. Die ersten sieben in Dänemark gebauten Schiffe hatten zwei Gemini-Ladegeschirre und ein weiteres einzelnes an Backbord vor den Aufbauten angeordnetes Einzelgeschirr. Die White Nile und Blue Nile unterschieden sich deutlich durch zwei Geminikräne und einen Einzelkran statt der vorher gebauten Ladegschirre sowie durch zusätzliche Pflanzenöltanks.
Auch die in Ägypten in Lizenz gebauten Einheiten hatten ebenfalls Kräne.
Der Antrieb der bei B&V hergestellten Schiffe bestand aus zwei Viertakt-Schiffsdieselmotoren des Typs B&W Alpha-Diesel 12U 28LU mit einer Leistung von etwa 4250 kW, die ihre Kraft über ein Getriebe auf den einzelnen Festpropeller abgaben und eine Geschwindigkeit von knapp 17 Knoten ermöglichte. Bei der Entwicklung der Achterschiffe wurden zwei Skegs vorgesehen um die Antrömung des Propellers zu verbessern. Die Lizenzbauten erhielten ein vereinfachtes Hinterschiff mit jeweils einem Zweitakt-Motor des Typs Mitsui—B&W 5L50MC. Für die Energieversorgung standen Hilfs- und Notdiesel zur Verfügung.

## Die Schiffe
| Bauname        | Werft Baunummer   | IMO- Nummer | Ablieferung       | Auftraggeber                                  | Umbenennungen und Verbleib |
| -------------- | ----------------- | ----------- | ----------------- | --------------------------------------------- | --- |
| Hamlet Alice   | B & V, 875        | 7618662     | 1. September 1977 | ? Rederiet Hamlet, Kopenhagen                 | als Hau Giang in Fahrt gesetzt, 1999 Hai Duong, 1999 Nirint Explorer, 2003 Explorer I, 2007 Jumana, am 20. April 2008 in Jeddah verloren und danach in Suez verschrottet.                                                                                   |
| Nopal Audrey   | B & V, 876        | 7618674     | 1. November 1977  | Letterman Limited, Newcastle                  | 1978 Nen Jiang, 1993 Han Zhong Men, 1996 Zhen Xiang, 2010 Jin Lian Cheng, ab 25. Juni 2010 verschrottet. |
| Hamlet Ariadne | B & V, 877        | 7618686     | 1. März 1978      | K/S Multiship III Rederiet Hamlet, Kopenhagen | als Hamlet Arabia in Fahrt gesetzt, 1981 Pilbara, 1990 Algenib, 1991 Hamlet Arabia, 1991 Asia Express, 2005 Asia Express I, ab 14. Juli 2008 in Bangladesh verschrottet.                                                                                    |
| Hamlet Saudia  | B & V, 878        | 7707956     | 1978              | K/S Defko II Rederiet Hamlet, Kopenhagen      | 1981 Aldebaran, 1990 Koolinda, 1990 Alderamin, 1991 Hamlet Saudia, 1991 Santa Barbara III, 1993 Hamlet Saudia, 1996 Nirint Progress, 2008 in Chittagong verschrottet.                                                                                       |
| Izvestiya      | B & V, 867        | 7637254     | 1978              | UdSSR Black Sea Shipping Company, Odessa      | 1997 Transoceanic, ab 21. Juni 2000 in Calcutta verschrottet. |
| Knud Jespersen | B & V, 868        | 7637266     | 1979              | UdSSR Black Sea Shipping Company, Odessa      | 1996 Global Sea, 1997 Lvov, 2004 Realminas, 2005 Michail Arhangelos, 2010 Star 7, ab 1. Mai 2011 in Alang verschrottet. |
| Kimberley      | B & V, 869        | 7726720     | 1979              | K/S Difko Rederiet Hamlet, Kopenhagen         | 1984 Cereza, 1988 Kyoto II, 1991 Ferrymar, 1993 Ciudad de Oviedo, am 25. November 2006 mit über vier Tonnen Kokain nach Fort de France (Martinique) eingebracht, festgesetzt und Ende März 2007 wieder freigegeben, am 30. April 2015 im Register gelöscht. |
| White Nile     | B & V, 879        | 7818092     | Dezember 1979     | Sudan Shipping Line, Port Sudan               | 2018 Nile, ab 16. Juni 2018 in Alang verschrottet. |
| Blue Nile      | B & V, 880        | 7818107     | 11. November 1980 | Sudan Shipping Line, Port Sudan               | 2004 Superstar III, ab 29. Juli 2010 in Bombay verschrottet. |
| Abu Rdees      | Alexandria, 10024 | 7721380     | 11. November 1983 | Egyptian Navigation Company, Alexandria       | ab 4. Juni 2013 in Bombay verschrottet. |
| Abu Zenima     | Alexandria, 10025 | 7721392     | 1983              | Egyptian Navigation Company, Alexandria       | 2011 SS Veles, 2014 Perun, ab 18. Januar 2015 in Chittagong verschrottet. |
| Abu Egila      | Alexandria, 10026 | 7721407     | 1984              | Egyptian Navigation Company, Alexandria       | 2010 Falcon Eye I, ab 21. Januar 2012 in Alang verschrottet. |
| Ebn al Waleed  | Alexandria, 10031 | 8317540     | Dezember 1987     | Egyptian Navigation Company, Alexandria       | 2010 Falcon Eye III, ab 9. November 2011 in Alang verschrottet. |
| Al Minufiyah   | Alexandria, 10034 | 8803757     | 1991              | Egyptian Navigation Company, Alexandria       | Totalverlust durch Maschinenschaden am 6. Juli 2017, in Suez aufgelegt. |
| Alexandria     | Alexandria, 10035 | 8810944     | 1991              | Egyptian Navigation Company, Alexandria       | 2022 Sea Flower, ab 25. April 2024 in Gadani verschrottet. |
| Daten: Equasis |                   |             |                   |                                               | |